# Sobór Świętych Borysa i Gleba w Nowogródku
Sobór Świętych Borysa i Gleba – prawosławny sobór parafialny w Nowogródku, w dekanacie nowogródzkim eparchii nowogródzkiej Egzarchatu Białoruskiego.

## Historia
Pierwsza świątynia na miejscu dzisiejszego soboru powstała w XII w., pozostały z niej jedynie fragmenty fundamentów. Budowla ta była soborem katedralnym metropolii litewskiej. Od XIV w. przy cerkwi działał męski monaster. W 1451 w świątyni gościł metropolita moskiewski Jonasz.
Istniejąca cerkiew została ufundowana w 1517 przez hetmana wielkiego litewskiego Konstantego Iwanowicza Ostrogskiego oraz metropolitę Józefa Sołtana. Jej budowa trwała przez kolejne dwa lata. W XVII w. świątynia przeszła w ręce unitów. Od 1624 działał przy niej żeński klasztor unicki, zaś w 1628 – wspólnota męska. W 1632 cerkiew została przebudowana. Kolejna przebudowa miała miejsce w XVIII w..
Obiekt wrócił do rąk prawosławnych po likwidacji unii na ziemiach zabranych w 1839 (synod połocki). Cerkiew została przebudowana przez Rosjan w latach 1873–1875 w stylu pseudorosyjskim poprzez zmianę zwieńczeń wież, budowę kopuły, zamurowanie otworu w skarpie przy fasadzie i w miejscu szczytu dodanie kokoszników. W 1923 r. polscy konserwatorzy częściowo usunęli rosyjskie zmiany i przywrócili pierwotny wygląd cerkwi. Obiekt pozostawał czynny do 1961, gdy został zamknięty i zaadaptowany na archiwum. Rosyjski Kościół Prawosławny otrzymał świątynię w 1996. Około 2010 r. oryginalne hełmy na wieżach, przebudowano w stylu moskiewskim.
Od 1775 r. do I wojny światowej cerkiew była ośrodkiem kultu słynącej cudami Zamkowej Ikony Matki Bożej. Nazwa odnosiła się do faktu, iż pierwotnie ikona była przechowywana w zniszczonej cerkwi zamku w Nowogródku. Obraz ten wspomina Adam Mickiewicz w autorskim przypisie do "Pana Tadeusza" obok wizerunków M. B. Częstochowskiej czy N. P. Ostrobramskiej w Wilnie. W czasie I wojny światowej cudowne przedstawienie Matki Boskiej zostało w 1915 r. wywiezione prawdopodobnie do Dobrodziejówki w rejonie Czernihowa (Ukraina) i od tego czasu uznawane jest za zaginione.

## Architektura
Cerkiew została wzniesiona w stylu późnogotyckim. W tym stylu utrzymane są zdobiące ściany i absydę ostrołukowe ornamenty. Sobór posiada dwie wieże, w narożnikach wzmacniane skarpami. We wnętrzu budynku przetrwały sklepienia gwiaździste oraz XVII-wieczny nagrobek Litaworów Chreptowiczów, dobroczyńców świątyni.

## Galeria

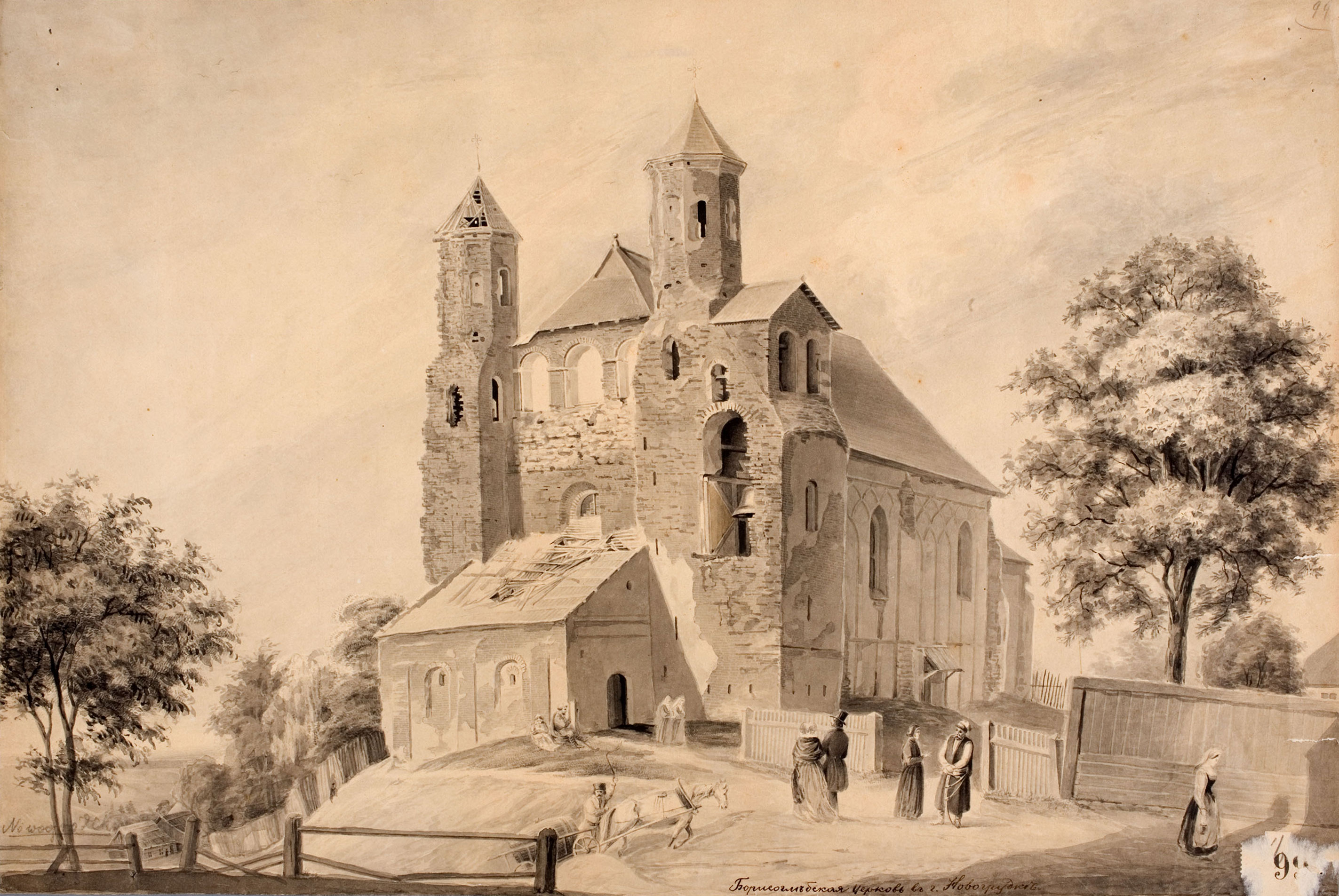
Cerkiew w 1848
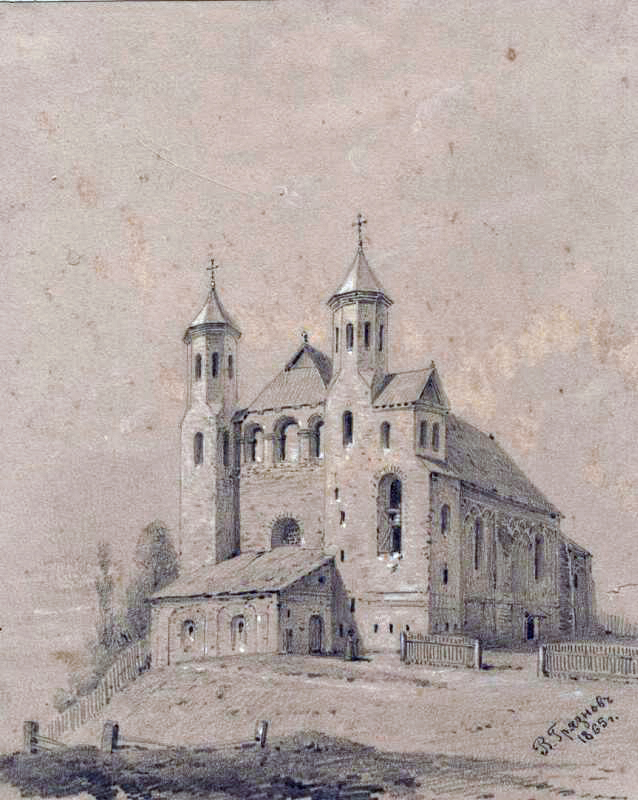
Cerkiew w 1865 r.
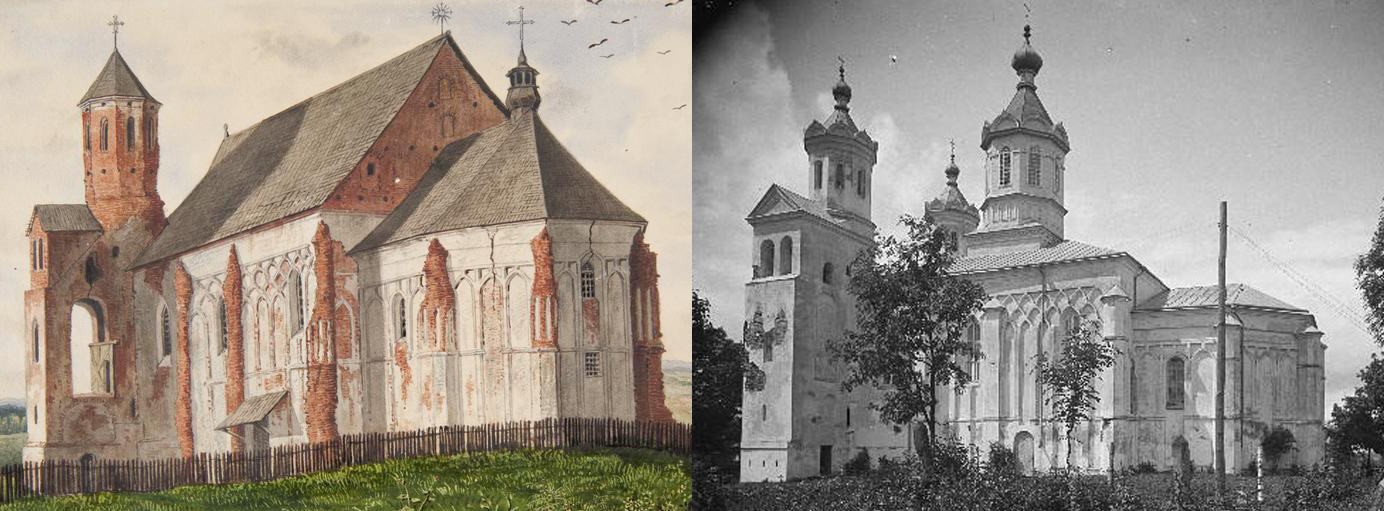
Cerkiew w 1856 i przeróbce rusyfikacyjnej w 1875 r.
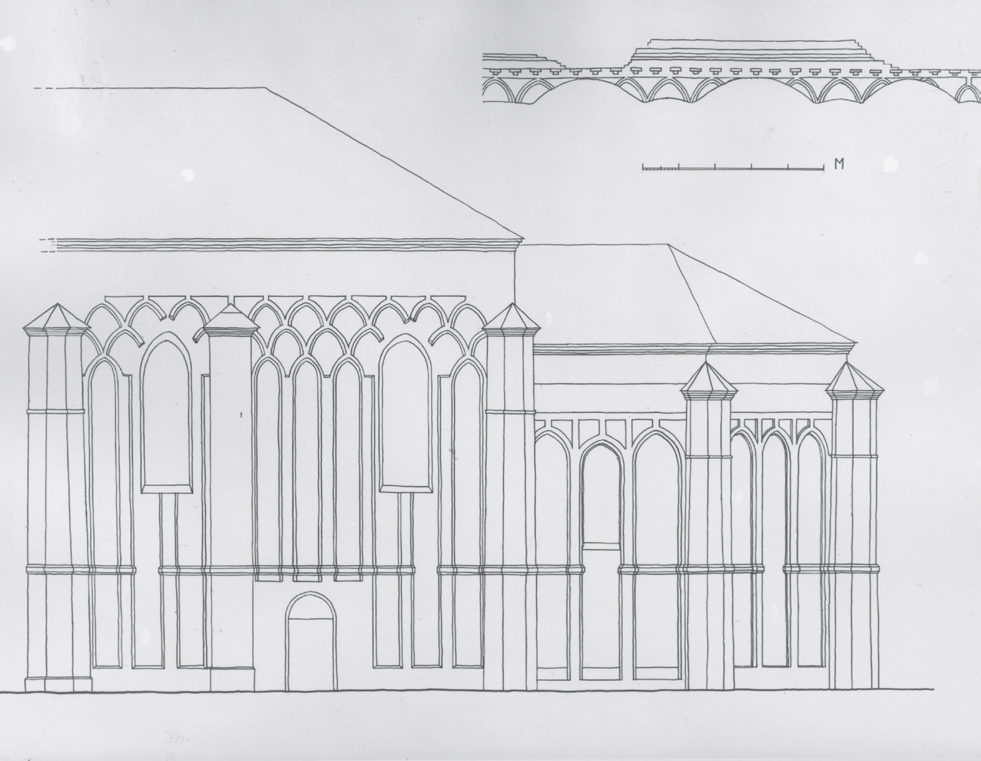
Elewacja w XIX w.
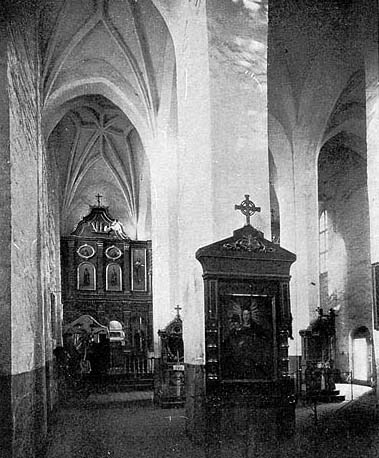
Wnętrze gotyckie
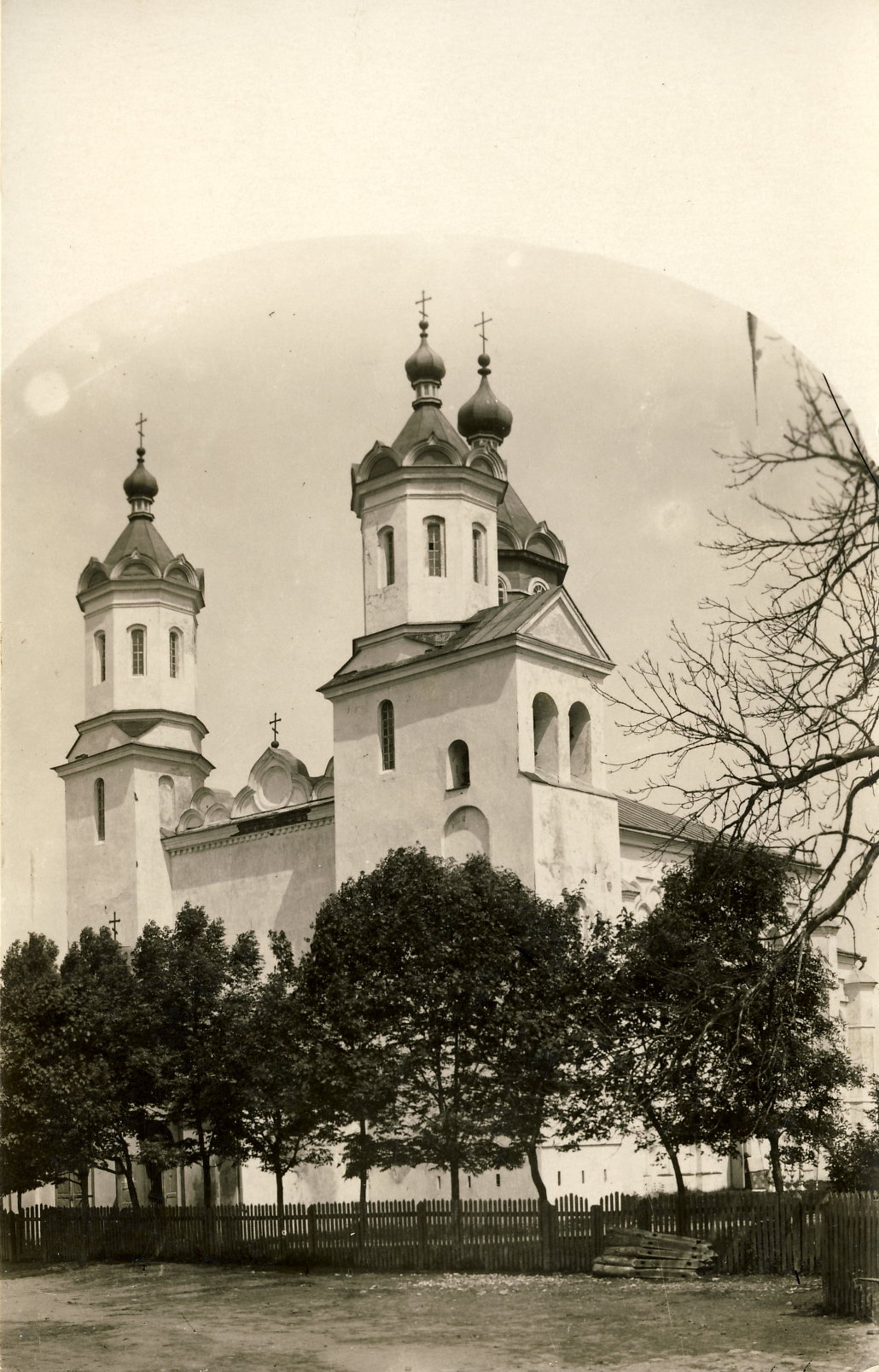
Cerkiew w 1916
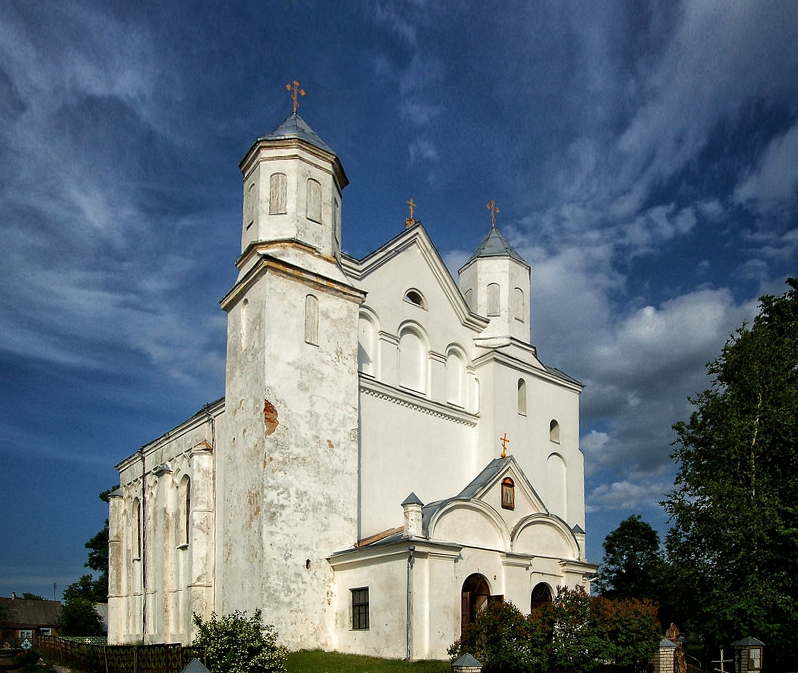
Cerkiew w 2007 r.
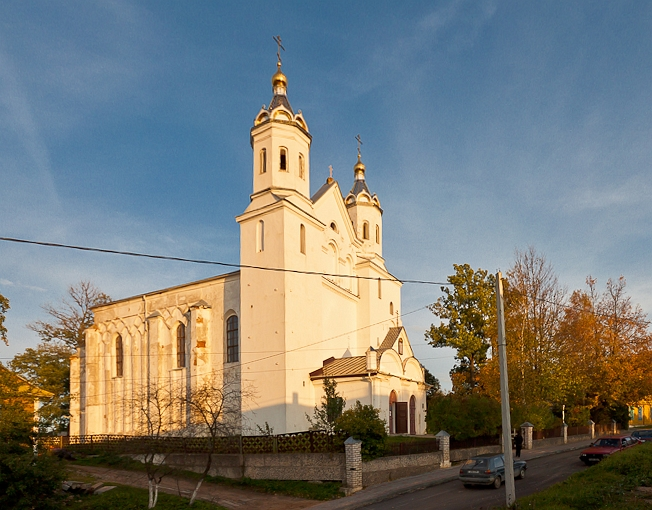
Cerkiew w 2014 r.